# Mr.マリック
Mr.マリック（ミスターマリック、英語表記：Mr. Maric 、1948年12月29日〈戸籍上は1949年1月1日〉- ）は、日本のマジシャン。本名・出生名は 松尾 昭（まつお あきら）。別名義として、栗間 太澄（くりま たすみ）と 松尾 幻燈斎（まつお げんとうさい）がある。身長160cm。著名な親族として、実娘のLUNA（ラッパー）がいる。
所属する芸能事務所は有限会社マリックエンターテイメント、テレビ朝日映像株式会社。関連会社に株式会社マリックプロモーション（芸能事務所）もある。「超魔術師」「サイキックエンターティナー」を名乗る。

## 略歴
（事実上）1948年（昭和23年）12月29日に岐阜県岐阜市で生まれる。岐阜市立伊奈波中学校を卒業。岐阜県立岐阜工業高等学校を卒業。岐阜のアマチュアマジシャン兼歯科医の沢浩に師事。
高校卒業後はガス器具メーカーのパロマ工業（現・パロマ）に就職するも、マジックへの夢捨てがたく、数多くのマジシャンのコンテストに出場するようになり、コンテスト番組で優勝することもあった。パロマ工業には半年ほど勤務していたが、行き付けのオリエンタル中村百貨店（※現在の名古屋三越）にて、テンヨー社製マジック用品売り場の実演販売員の空きができたことから、親の反対を押し切って実演販売員に転職した。その後はこの職場で経験を重ね、やがてマジックショップの経営や新人の指導を行うようになり、全国各地でマジック教室を開設するようにもなった。しかしこの時代に初めて出場したマジック大会で初代・引田天功らのショーとして完成度の高いマジックを目の当たりにして衝撃を受け、本格的にプロを目指し始めている。
20歳の時（※計算上は1969年/昭和44年）に上京し、マジック用品メーカーに勤務する。この年に開催された環太平洋マジックアソシエーション（Pacific Coast Association of Magicians、頭字語：PCAM）ハワイ大会における「クロースアップ部門」コンテストで日本人として初優勝を果たす。
「名門ホテルのラウンジで行うクロースアップ・マジックのテーブルホッピングショー」という演出形態を採用し、ラウンジライブを全国展開するようになったマリックは、そのさなかに日本テレビのディレクターと出会い、それをきっかけにして1988年（昭和63年、39歳の年）、日本テレビ系の人気番組『11PM』でテレビ界にデビューし、クロースアップ・マジックに超能力的な演出を付け加えた「超魔術」を披露すると、視聴者からの大きな反響を得た。大がかりな設備を必要としないマリックのスタイルはテレビ局にとっても番組を組みやすく、その後たびたび出演するようになった。「超魔術」はマリックが番組制作スタッフらと考え出した造語である。同番組への出演を含む1974年（昭和49年）の初来日以来、世界でも日本でも数年前まで“超能力”ブームを巻き起こしていたユリ・ゲラーの番組を観てきたのが、「超魔術」のスタイルを編み出すきっかけになった。
超能力ブーム華やかなりし頃、マリック本人もユリ・ゲラーの超能力と酷似するショーを行って収入を得ていた。しかしあるイベントにおいてマリックの技を見た観客が超能力肯定派と否定派で真っ二つに対立し、一触即発の緊張状態となった会場でマリックは咄嗟に「ハンドパワーです」とアピール。これにより殺気立っていた観客は得心して平静を取り戻すということがあった。その後、「マリックは本物の超能力者なのか」「手品と同じでタネがあるのか」という疑問には全て「ハンドパワーです」と答え、この台詞はマリックの専売特許とも言うべきものとなった。超能力や占いの類を蛇蝎の如く嫌っていた当時タレントの上岡龍太郎もマリックの技を懐疑的な目で見ていたが、「ハンドパワーです」の説明でマリックと打ち解けた。なお、別バージョンでは「手力（てぢから）です」もある。このフレーズは流行語となり、様々なバラエティや漫画でパロディされた。元々は「手から何か出てるんですか？ハンドパワーですか？」と尋ねた客の質問から生まれた言葉。「来てます」のセリフも「来てますか？」という客の質問に「何か来てるんでしょうね」と答えた事が始まり。

## 人物
「マリック」という名前は「マジック」と「トリック」を合わせた造語である。また、栗間太澄（くりま たすみ）、松尾幻燈斎（まつお げんとうさい）という別名を持つ。「くりまたすみ」は、「ミスターマリック」を「クリマタスミ」と反対側から読んだもの。
登場時やマジック披露後には専用BGMが流れる。曲はアート・オブ・ノイズ (The Art of Noise) の『レッグズ (Legs)』である（legacyというタイトルでベスト盤に収録されている場合もある）。いとうせいこうはラジカル・ガジベリビンバ・システムの劇中に同曲が使用されたことに触れ、番組ディレクターの大塚恭司がラジカルのファンであったことから「大塚さんはラジカルの印象がものすごくてあの曲を使ったんだと思う。そうとしか考えられない。」と述べている。。
サングラスをトレードマークにしており、NHK番組『課外授業 ようこそ先輩』でも子どもたちにだけサングラスを外した顔を見せるなど、テレビ画面では滅多に目を見せない。栗間太澄としては眼鏡をかけ、バラエティ番組で松尾幻燈斎として出演したときや、マギー司郎、ゼンジー北京に扮したときなど、ごく稀にサングラスを外す（後述のドラマ出演の際も同様）。また、テレビに出始めの頃は素顔で出演しており、かけ出した後も近視なので日によってかけたり外したり一定していなかった。かけ続ける様に成ったのは度付きのサングラスが発売されてから。
のちにクロースアップ・マジックで名を挙げる「ふじいあきら」こと本名「藤井明」は、超魔術が大ブームになっていた頃にマリック門下の若者であった。「元神」の芸名でアシスタントを務め、下積み生活を送っていた藤井は、マリックのテレビ番組の映像にもその姿を残っている。しかし彼は下積み生活の愚痴を周囲に漏らしてしまい、それが師に伝わるのを恐れて、2001年（平成13年）に逃げ出してしまった。その後、芸名を本名の平仮名表記に改めたうえで独力で研鑽を重ねて大成した。二人はのちにテレビ番組で共演し、和解している。
娘はヒップホップ歌手のLUNA。
古典奇術を現代的手法・演出で蘇らせる能力が高く、毎年公演されるマリックのライブツアーは高い完成度と不思議さ・楽しさが融合しているとの評判を得ている。また、銀座博品館劇場ではMr.マリック超魔術団公演を旗揚げさせ、内外有力な若手マジシャンとともに、ストーリー仕立てのマジックエンターテイメントに挑戦、ステージでも精力的に活動をしている。奇術愛好家を増やすための活動や、日本国外そして国内若手マジシャンとのコラボレーションなども行う。また、歌舞伎や芝居、松任谷由実などのアーティストコンサートの演出も監修する。
血液型はB型。

## 経歴

### 1970年代以前
- 1948年（昭和23年）12月29日 - 岐阜県岐阜市で生まれる。
- 1949年（昭和24年）1月1日 - 戸籍に記された誕生日。
- 岐阜市立伊奈波中学校を卒業。
- 岐阜県立岐阜工業高等学校を卒業[7]。
- パロマ工業（現・パロマ）に就職[7]。
- 数多くのコンテスト番組で優勝する[7]。行き付けのオリエンタル中村百貨店のテンヨー社製マジック用品売り場の実演販売員に空きが生じ、この機を捉えて転職する。
- 20歳の時（※計算上、1969年/昭和44年）
  - 月日不明 - 上京し[7]、マジック用品メーカーに勤務[7]。
  - この年、環太平洋マジックアソシエーション（Pacific Coast Association of Magicians、頭字語：PCAM）ハワイ大会に参加し、「クロースアップ部門」コンテストで日本人として初優勝を果たす[7]。
- 1974年（昭和49年） - ユリ・ゲラーが初来日し、“超能力”ブームが巻き起こる。これがマリックの「超魔術」のスタイルを編み出すきっかけになった。
- 1970年代半ば - 日本テレビ系の人気番組『11PM』の月曜イレブン（月曜日担当司会：大橋巨泉）にて、UFOや超能力に関する特集が年に数回組まれるようになる。

### 1980年代
- 1988年（昭和63年、39歳の年） - 日本テレビ系『11PM』に出演し、テレビ界にデビューする[1][7]。大きな反響を得、これ以降、たびたび出演するようになり、ブレイクに繋がってゆく。
- 1989年（平成元年）
  - 日本テレビ系『木曜スペシャル』でマリック単独の特別番組の放送が始まり、28%を超える視聴率を獲得。「超魔術」「ハンドパワーです」「きてます!!」で一大超魔術ブームを巻き起こした。その後木曜スペシャルは1992年第8弾まで放送された。この年、韓国SBSでもマリックのスペシャル番組が組まれ、視聴率50.1%を記録する。
  - 秋に放送された、日本テレビ『第13回アメリカ横断ウルトラクイズ』(cf. ) では、オーストラリアのシドニーでゲスト出演し、敗者復活戦・罰ゲームも担当した（サイキックイズを参照）。この時敗者復活者となった永田喜彰にハンドパワーTシャツをプレゼントしている。また、この年の『第40回NHK紅白歌合戦』にもゲスト出演している。
  - この時期には『月刊コロコロコミック』（小学館）等の子供向け雑誌でも特集が組まれており、本人を主役とした読み切り漫画が執筆されたり、超能力漫画にセミレギュラーのような形で登場することもあった。

### 1990年代
- 1990年（平成2年）9月21日 - TM NETWORK（発売当時はTMN）の小室哲哉と組んでインストゥルメンタルアルバム『Psychic Entertainment Sound』を出す（小室哲哉&Mr.Maric名義）。その関係で、小室のソロツアー『Digitalian is eating breakfast』ファイナル（1990年1月28日に横浜アリーナで行われた）に登場。音楽雑誌GB1990年4月号によると、Mr.マリックは客席から現れて、ステージ上でスプーン曲げやお札を浮かせるなどのパフォーマンスを行ったという。楽屋での打ち上げでもお札を浮かせるパフォーマンスを行い、特に外国人サポートメンバーに好評だったらしい。その後、2002年11月22日に小室哲哉がglobeのボーカルのKEIKOと結婚した際にも出席している（TBS『学校へ行こう!』でその時のシーンの一部放送されていた）。
  - しかし、超魔術の演出が「超能力」のようなものに見られ、世間では本物の超能力と信じ込む人も多く、ある時期からいっせいに「インチキ」「全て奇術」との批判が始まった。ただし、本人はあくまでも「超魔術」だとしており、超能力だとは決して言っていない（念を使う、確率を超えるなど超常的表現言動をし、ミスリードを意図していたのは事実）。「超魔術」という言葉を使ったのは、「『手品』や『マジック』では大勢の人の関心を惹くことができないから」という理由からであったという。
  - この時期、週刊誌や一部視聴者からの激しいバッシングによるストレスで顔面神経麻痺を発症、しばらくテレビ界から遠ざかることとなる。
  - ゆうむはじめは、1990年以降、たびたび「Mr.マリック超魔術の嘘」と題した書籍を著して、Mr.マリックを非難した。ゆうむによると、Mr.マリックが超能力者のふりをして手品を行っていることよりも、その手品によって番組出演者の稲川淳二に火傷を負わせたことに義憤を感じての行動であるという。
- 1993年（平成5年） - テレビ東京『浅草橋ヤング洋品店』、日本テレビ『元気が出るテレビ』などのバラエティ番組に進出。
- 1994年（平成6年） - フジテレビ『なるほど!ザ・ワールド』スペシャルで、トランプマンと対決した。
- 1995年（平成7年） - フジテレビ『森田一義アワー 笑っていいとも!』レギュラー出演、日本古来の奇術や和妻、技の世界を披露した。
- 1996年（平成8年） - 関西テレビ『裸の大将〜清の手品はめぐり合い』で役者初挑戦。
- 1997年（平成9年） - 日本テレビ『投稿!特ホウ王国』にて、新しくファニーなキャラクター「栗間太澄」に変身して登場。翌年よりレギュラーで登場した。マリックとは無関係な「謎の郵便局員」という触れ込みであったが、「みすたまりく」を逆から読んだ芸名と、ハンドパワーを和訳した「手力（てぢから）です」のフレーズで正体が分かる仕組みであった。当時親戚から「お前より凄いのが出て来たぞ」と電話がかかってきたという[9]。
- このころ自ら「マジシャン宣言」をする。以後、再び超魔術師として活動の場を広げる。
- このころ東京メトロポリタンテレビジョン(当時MXテレビ)で「MAGICAL HOTEL」というレギュラー番組を持つ。
- 1998年（平成10年） - 『M-1グランプリ 最強のマジシャン対決』を放送。Mr.マリックが主催し、日本国内の若手マジシャンを集めて、トーナメント方式制限時間3分、不思議な方が勝利という番組だった。なお、「M-1」タイトルの使用はこちらが早く、後に開催される漫才の選手権大会「M-1グランプリ」との関連はない。
- 1999年（平成11年） - TBSでマリックスペシャル番組が復活。

### 2000年代
- 2000年（平成12年） - TBS『オフレコ!』で、マジシャンとしては禁断とされたネタの裏側を見せ視聴者の興味を引き、マリック主役のスペシャル番組『超オフレコ』でマジックのファン層は拡大する。
- 2001年（平成13年）
- 時期不特定 - 『たけしの誰でもピカソ Mr.マリックスペシャル』が放送され、テレビ東京はドーハの悲劇以来の19%を超える視聴率を獲得する。TBS『超オフレコ2時間スペシャル』に2度出演。テレビ東京では『Mr.マリック☆魔法の時間』という初の冠レギュラー番組がスタートし、1年続く。日本テレビでは金田一少年の事件簿 魔術列車殺人事件でジェントル山神役として俳優デビューし、劇中に登場するマジックの監修も手掛けた。
  - 時期不明 - 弟子でアシスタントの藤井明（のちのふじいあきら）が遁走する。
  - 2002年（平成14年） - BS-i『Mr.マリック 世界・魔術大博覧会』で3夜連続6時間に渡り、世界の魔術の歴史、その時代ごとのマジシャンたちの英知を詳細に解き明かした番組を放送する。
- 2003年（平成15年）
  - 1月 - TBS『Mr.マリックvs全米No,1氷男デビット・ブレイン!』放送。
  - 2月 - テレビ東京『たけしの誰でもピカソ Mr.マリック超魔術スペシャル第4弾』が放送された。
  - 3月 - TBS「オールスター感謝祭'02超豪華！クイズ決定版この春お待たせ特大号」で6人目の代役MCを務めた。
  - 4月 - 日本テレビ『エンタの神様』で「松尾幻燈斎」という、またも違うキャラクターに変身し、12月までレギュラー出演。仙人のキャラクターで自然を相手に超魔術を見せる。この際は「超魔術」ではなく、「気の極み」と松尾幻燈斎は語っていた。
  - 6月15日 - 岐阜市より長良川鵜飼大使を委嘱される[12]（2013年8月現在も有効）。
  - 8月 - テレビ東京『たけしの誰でもピカソ Mr.マリック超魔術スペシャル第5弾』を放送。フジテレビ『Mr.マリックの大冒険南極大陸!果てしなき超魔術の旅』では、南極大陸でペンギンを消す超魔術を見せた。
  - 10月 - TBS『Mr.マリックVS“全米最強"クリス・エンジェル超魔術頂上決戦!』では、他国のマジシャンと初対決。
- 2004年（平成16年）1月 - TBS『Mr.マリックVS新庄&芸能人大スター軍団対決新春スペシャル』では、新庄剛志を初の総合司会者として起用。
- 2005年（平成17年）
  - 4月 - NHK『お昼ですよ!ふれあいホール』で、「今日の現象!」コーナーにレギュラー生出演。
  - 4月・10月・12月 - TBS『Mr.マリック対芸能能人大スター軍団』を放送。
- 2006年（平成18年）
  - 月日未確認 - 朝日放送『笑いの金メダル』でゲスト出演。
  - 8月29日 - フジテレビ『Mr.マリック VS 世界の超人 異種格闘技戦』を放送。ほか他局でも、趣向の違ったスペシャル番組4本を精力的に制作した。

### 2010年代
- 2010年（平成22年）8月16日 - NHK『鶴瓶の家族に乾杯スペシャル』で、ロシア・ウラジオストクを旅したのが放送された。
- 2011年（平成23年）1月16日 - フジテレビ『run for money 逃走中』に大臣クリマ役で出演。
- 2015年（平成27年）6月29日 - テレビ朝日『しくじり先生 俺みたいになるな!!』3時間SPに「本当のことを言えず、詐欺師呼ばわりされちゃった先生」として出演。
- 2017年（平成29年）
  - 5月14日 - 『しくじり先生 俺みたいになるな!!』の「しくじりPTA相談会」に、娘・LUNAとともに出演。
  - 6月25日 - 『しくじり先生 俺みたいになるな!!』娘・LUNAと共に出演し、自らの家庭への無関心により家庭崩壊していたことを明かす。
- 2018年（平成30年）12月7日 - Amazonプライム・ビデオのシチュエーションバラエティードラマ『東京BTH〜TOKYO BLOOD TYPE HOUSE〜』第7話に娘・LUNAと共に出演[13]。
- 2019年（令和元年）12月10日 - 普通自動車の運転免許を自主返納する[14][15]。当時70歳[14][15]。運転歴は約50年であった[15]。当日のうちに「高齢者の方、返納期がきてます!　人に言っている場合ではない。私もでした。」とTwitterでつぶやくと[3]、2万3000件を超える「いいね」が付き、話題になる[15]。返納の理由として、進化していく車の機能についていけなくなったこと、孫や妻が自身の運転を怖がるようになったこと、自主返納した加山雄三（82歳）を通じて運転経歴証明書の存在を知ったこと（同年9月中旬に参加した警視庁主催の秋の交通安全イベントで、返納したことを公表する加山と同席しており、この時が直接のきっかけになっている[14][15]）の3点を挙げた[14]。

### 2020年代
- 2020年（令和2年）3月22日 - YouTubeに「マリックがきた!! Mr.マリック公式チャンネル」を開設し動画配信を開始。
- 2021年（令和3年）4月7日 - NHK『サンドのお風呂いただきます』に夫婦で出演[16]。
- BS朝日プレゼンツ Mr.マリック超魔術団 - 2024年では実娘Lunaと親子初共演。 LUNA及びD3メンバー、サマンサ・アナンサ、枝豆順子らドラァグクイーンと共に3都市を周り、テレビ放映された。また見破りバトルには東大生チームの他、各都市毎にDJ KOO, ハリウッドザコシショウ,尾木ママ,織田信成らゲストも出演。
- 2024年（令和6年）-「徹子の部屋」に娘 LUNAと共に2度目の出演。

## 著書
- 『Mr.マリックの不可能をふっとばせ きみにも超念力がある』角川書店、1989年8月。ISBN 9784047060609。
- 『Mr.マリック超魔術』小学館〈ワンダーライフスペシャル〉、1989年9月。ISBN 9784091041128。
- 『きてます 超魔術入門』CBS・ソニー出版、1989年10月。ISBN 9784789704823。
- 『ぼくらの超魔術入門』成美堂出版〈ジュニアライブラリー〉、1995年9月。ISBN 9784415039381。
- 『たのしい超魔術入門』成美堂出版〈ジュニアライブラリー〉、1998年8月。ISBN 9784415006864。
- 『Mr.マリックのやったもん勝ち！ モテる超魔術60連発』ワニマガジン社、2000年4月。ISBN 9784898298015。
- 『Mr.マリックのやったもん勝ち！ ウケる超魔術60連発 2』ワニマガジン社、2000年7月。ISBN 9784898298053。
- 『指と体を使ってできるミラクル』若林とおる絵、汐文社〈きみもできるMr.マリックの超魔術 1〉、2001年2月。ISBN 9784811373911。
- 『かんたんな道具でできるミラクル』若林とおる絵、汐文社〈きみもできるMr.マリックの超魔術 2〉、2001年3月。ISBN 9784811373928。
- 『身近なモノでできるミラクル』若林とおる絵、汐文社〈きみもできるMr.マリックの超魔術 3〉、2001年3月。ISBN 9784811373935。
- 『クラスのみんなが驚くミラクル』若林とおる絵、汐文社〈きみもできるMr.マリックの超魔術 4〉、2001年3月。ISBN 9784811373942。
- 『Mr.マリックの超魔術大図解！』若林とおる絵、汐文社、2002年4月。ISBN 9784811373997。
- 『Mr.マリックめざせ！超魔術』若林とおる絵、汐文社、2002年9月。ISBN 9784811374925。
- 『みんなが驚くマジック30 Mr.マリックの超魔術』汐文社、2005年4月。ISBN 9784811379616。
  - 『みんなが驚くマジック30 Mr.マリックの超魔術』（ポケット版）汐文社、2007年3月。ISBN 9784811381664。
- 『Mr.マリックの成功発想術』Tokyo FM出版、2005年10月。ISBN 9784887451384。
- 『Mr.マリックのちょい魔術』汐文社、2006年9月。ISBN 9784811381527。
- 『Mr.マリック直伝おとなの超魔術』主婦の友インフォス情報社、2009年5月。ISBN 9784072661987。
- 『Mr.マリックの超カードマジック 動画で確実にマスター』学研パブリッシング、2010年3月。ISBN 9784054044548。
- 『Mr.マリックのかんたん超魔術 君にも持てるハンドパワー 今すぐできる「22の超魔術」を大公開！』学研パブリッシング、2011年11月。ISBN 9784052034916。
- 『超魔術の裏技術 誰の心でも誘導できる』ワニブックス、2019年8月。ISBN 9784847098246。

### 監修
- 『Mr.マリック公認超魔術研究所』青木たかおまんが・イラスト、小学館〈ワンダーライフスペシャル〉、2007年9月。ISBN 9784091063816。
- 青木たかお『Mr.マリック超魔術少年団』 第1巻、小学館〈コロコロドラゴンコミックス〉、2008年4月。ISBN 9784091405593。
- 青木たかお『Mr.マリック超魔術少年団』 第2巻、小学館〈コロコロドラゴンコミックス〉、2009年7月。ISBN 9784091408389。
- 『Mr.マリックの超魔術入門超百科』ポプラ社〈これマジ？ひみつの超百科 2〉、2014年4月。ISBN 9784591139585。

## CM出演
- 富士通　パソコンFMVシリーズ 「マジック」篇（2002年5月25日 - 終了） - 木村拓哉出演のシリーズにゲスト出演。[17]
- ウィークリーマンション東京（2005年5月1日 - 7月31日） - キャッチコピーは「超魔術の種明かし公開中」。[18]
- ダイハツ工業　ムーヴ（2006年10月 - 終了） - 仲間由紀恵を主演に、加賀まり子とも共演。[19]
- ロト6（2011年）
- 日清食品　日清焼そばU.F.O.「インチキ超能力者のうた」篇（2016年5月31日 - 終了） [20]
- エイチ・アイ・エス　スーパーサマーセール・ファイナル（2019年6月24日 - 7月31日）[21]
- 愛眼　POCOP（ポコプ）「やわらかるいPOCOP（ポコプ）」篇（2019年11月20日 - ） - 自社開発の眼鏡フレームがもつ抜群のしなやかさと軽さを、ハンドパワーで物を曲げては元に戻すマリックのパフォーマンスで演出している。マリックは「ハンドパワー」だと言い張るが、実は商品の特性であったというオチ。[22]
- アサヒビール　樽ハイ倶楽部 「缶になって新登場」篇・「動画倶楽部」篇・「テニス倶楽部」篇（2020年3月4日 - ）[23][24][25]
- 新生フィナンシャル「レイク」（2025年3月27日 - ）- 千鳥、タモリと共演。